# 福图纳-迪米纳斯
福图纳－迪米纳斯是巴西米纳斯吉拉斯州的一个市镇。总面积198.07平方公里，总人口2454人，人口密度12.4人/平方公里。